# Georg von Orterer

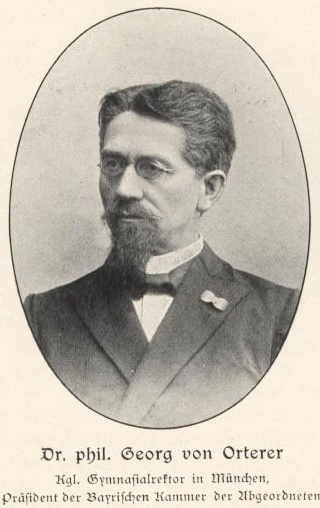
Georg von Orterer

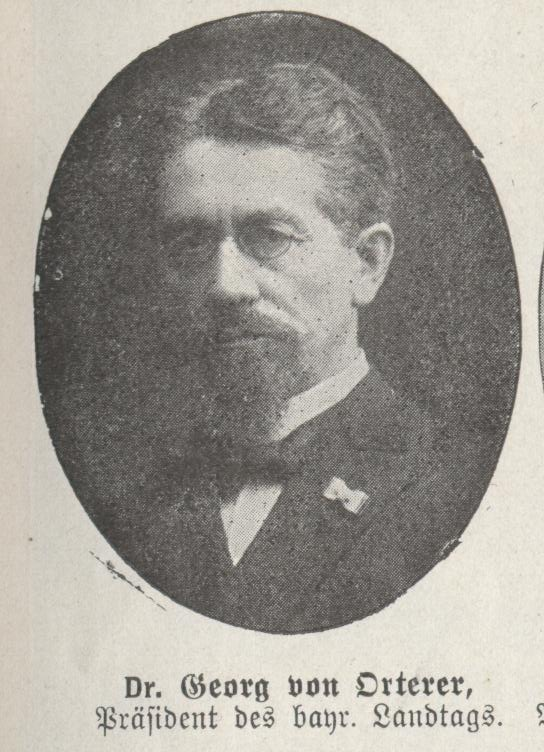
Georg von Orterer

Georg Orterer, seit 1901 Ritter von Orterer (* 30. Oktober 1849 in Wörth bei Erding; † 5. Oktober 1916 in München), war ein bayerischer Gymnasialdirektor und Politiker der Bayerischen Patriotenpartei, seit 1887 der Zentrumspartei. Er war Mitglied des Deutschen Reichstags (1884–1892) und des Bayerischen Landtags (1883–1916). Von 1899 bis 1916 war er Präsident der Kammer der Abgeordneten im Bayerischen Landtag.

## Leben
Er war das dritte Kind des Volksschullehrers Philipp Orterer und dessen Ehefrau Therese, geborene Bartel. Nach dem Besuch der Werktagsschule in Wörth (1854–59) und der Elementarschule in Erding (1859/60) setzte er seine schulische Ausbildung auf der Lateinschule in Scheyern (1860–1864) und dem Gymnasium in Freising (1864–1868) fort. Dort legte er 1868 die Absolutorialprüfung mit dem Prädikat „sehr gut“ ab. Ab dem Wintersemester 1868/69 studierte er sechs Semester Altphilologie und Sprachvergleichung an der Universität München, das Sommersemester 1873 an der Universität Leipzig. Noch in München war er 1873 mit einer Arbeit „Über das Verhältnis der Zendsprache zum Sanskrit, besonders zu dem der Veden“ zum Dr. phil. promoviert worden. Ebenfalls 1873 legte er die philologische Hauptprüfung ab. Nach einer wissenschaftlichen Auslandsreise (Italien, Paris, London), die durch ein staatliches Stipendium ermöglicht wurde, unterrichtete er im Schuljahr 1874/75 als Lehramtskandidat am Ludwigsgymnasium in München. 1875 folgte die philologische Spezialprüfung, womit seine Ausbildung zum Lehrer abgeschlossen war. Orterer scheint aber nicht den Schuldienst, sondern eine wissenschaftliche Laufbahn angestrebt zu haben. Doch in der Hochzeit des bayerischen Kulturkampfs kam die Habilitation aufgrund seiner katholischen Konfession nicht zustande.
Stattdessen wurde Orterer 1875 als Studienlehrer an das Gymnasium in Schweinfurt versetzt, was er als antikatholische Maßnahme im Kulturkampf empfand. 1876 wurde sein Versetzungsgesuch berücksichtigt und er konnte an das Ludwigsgymnasium in München zurückkehren, wo er bis 1886 unterrichtete. 1886 erfolgte seine Beförderung zum Gymnasialprofessor in Freising, 1892 zum Rektor am Gymnasium in Eichstätt. 1896 wurde er Mitglied des Obersten Schulrats in München, einer Institution, die den Kultusminister in Angelegenheiten des Mittelschulwesens zu beraten hatte. 1902 wurde er zum Rektor des Luitpold-Gymnasiums in München ernannt, 1904 erfolgte die Ernennung zum Königlichen Oberstudienrat.
Orterer war von 1876 bis 1913 mit Rosalia Entres, der Tochter des Münchner Künstlers Joseph Otto Entres, verheiratet; aus der Ehe gingen sieben Töchter und ein Sohn hervor. Nach dem Tod seiner ersten Frau heiratete er 1915 Hildegard Roth. Georg von Orterer verstarb im Oktober 1916 im Alter von 66 Jahren. Am 8. Oktober 1916 wurde er auf dem Münchner Ostfriedhof beerdigt.
Im Jahr 1890 wurde Orterer in den Vorstand des neu gegründeten Volksvereins für das katholische Deutschland gewählt. Orterer war Präsident der Deutschen Katholikentage in Köln 1894 und 1903.
Orterer war im KV Mitglied des Katholischen Studentenvereins Ottonia München und wurde dort 1877 Alter Herr, ferner war er in mehreren Vereinen des KV Ehrenphilister. Weiterhin war er Mitglied der katholischen Studentenverbindungen K.B.St.V. Rhaetia München (verbandsfrei) und KDStV Aenania München im CV.

## Parlamentarische Mandate
Orterer gehörte in seiner politischen Laufbahn vier parlamentarischen Körperschaften an. Seine politischen Anfänge liegen in der Münchener katholischen Vereinsszene der frühen 1880er Jahre. Hier wurde er im März 1882 in den oberbayerischen Landrat (parlamentarische Vertretung auf der Ebene der Kreise des Königreiches Bayern, heutige Regierungsbezirke) gewählt. Die Wahl erfolgte auf sechs Jahre, wobei der Landrat nur einmal pro Jahr zusammentrat. Die Wahl Orterers in die Kammer der Abgeordneten des Bayerischen Landtages im Jahr 1883 führte zu seinem Ausscheiden aus dem Landrat (Inkompatibilität), so dass er nur an der Landratssession des Jahres 1882 teilgenommen hatte.
Orterer konnte sich im Landrat profilieren, weshalb er bei einer Nachwahl im Wahlkreis München I im März 1883 für die Bayerische Patriotenpartei in die Kammer der Abgeordneten des Bayerischen Landtages gewählt wurde. Der Kammer gehörte Orterer bis zu seinem Tode an. 1887 und 1893 wurde er im Wahlkreis Freising wiedergewählt, 1899, 1905, 1907 und 1912 im Wahlkreis Ingolstadt-Pfaffenhofen. Schon seit 1885 gehörte Orterer dem Finanzausschuss, dem wichtigsten Ausschuss der Abgeordnetenkammer, an, dessen Vorsitz er von 1893 bis 1899 innehatte. Im Jahr 1886 gehörte er dem „besonderen Ausschuß zur Beratung der Frage, die Übernahme und Fortsetzung der Regentschaft durch seine königliche Hoheit den Prinzen Luitpold von Bayern betreffend“ an. Im Jahr 1899 wurde Orterer zum Präsidenten der Kammer der Abgeordneten gewählt. Das Amt bekleidete er bis zu seinem Tod (Wiederwahlen 1905, 1907 und 1912). Orterer gehörte schnell zum engeren Führungszirkel der patriotischen Fraktion innerhalb der Kammer (seit 1887 Zentrumsfraktion). Schon 1883 erfolgte seine Wahl in den Fraktionsvorstand, seit 1891 war er Stellvertreter des Fraktionsvorsitzenden Balthasar von Daller, auch als Kammerpräsident blieb er einer der einflussreichsten Parlamentarier der „Bayerischen Zentrumspartei“.
Wie viele prominente Parlamentarier im Kaiserreich verteilte Orterer seine parlamentarische Tätigkeit zunächst auf München und Berlin. 1884 und 1887 wurde er im Wahlkreis Deggendorf in den Deutschen Reichstag gewählt. Aus beruflichen und familiären Gründen wollte er sich jedoch auf die Landtagsarbeit beschränken. 1890 ließ er sich nochmals überreden, im Wahlkreis Kaufbeuren zu kandidieren, nachdem die Bayerische Zentrumspartei durch den Tod Georg von Franckensteins einen prominenten Vertreter verloren hatte. 1892 aber legte Orterer sein Reichstagsmandat endgültig nieder, nachdem er zum Gymnasialrektor befördert worden war. Innerhalb der Reichstagsfraktion der Zentrumspartei galt Orterer als junger Vertrauter des Zentrumsführers Ludwig Windthorst, den er zutiefst verehrte. So gehörte er als Mitglied der Militärkommission des Reichstages zu dem kleinen Kreis von Zentrumsparlamentariern, mit denen Windthorst und Franckenstein ihr Vorgehen in der Septennatskrise besprachen; wegen seiner Beförderung zum Gymnasialprofessor schied Orterer allerdings schon am 17. Dezember 1886 aus dem Reichstag aus und kehrte erst nach den Neuwahlen im Februar 1887 nach Berlin zurück.
In den Jahren 1884 bis 1886 gehörte Orterer neben dem Reichstag und dem Landtag auch dem Gemeindebevollmächtigtenkollegium der Stadt München an. Orterer wurde im Dezember 1884 im dritten Stadtbezirk gewählt. Die Wahl der Gemeindebevollmächtigten erfolgte für neun Jahre. Orterer aber schied schon Ende 1886 aus dem Kollegium aus, da er nach Freising versetzt worden war.

## Politisches Wirken
Orterer war ein überzeugter Vertreter des politischen Katholizismus. Er stand auf dem Boden des Programms der Bayerischen Patriotenpartei von 1881 und der Bayerischen Zentrumspartei von 1887, letzteres bereits stark von ihm beeinflusst. In den komplizierten Richtungskämpfen innerhalb des politischen Katholizismus ist Orterers Position differenziert zu beschreiben: Zu Beginn kann er eindeutig dem gemäßigten Flügel zugerechnet werden, insofern er für Föderalismus, nicht Partikularismus stand, in der Partei eine politische, keine konfessionelle Organisation sah und sozialpolitisch für den Ausgleich zwischen den Klassen eintrat, nicht für eine Interessenvertretung der Bauern. Er stand in der Tradition des ausgeschiedenen Fraktionsführers Joseph Edmund Jörg und gegen jene radikalen Kräfte, die ihren Exponenten bis 1882 in Alois Rittler hatten.  In der zweiten Hälfte der 1880er Jahre ist er mit Daller dem bürgerlich-demokratischen Parteiflügel zuzurechnen, der im Kulturkampf auf die Mobilisierung der katholischen Volksmassen setzte (Bayerischer Katholikentag 1889) und eine harte Oppositionsstrategie gegen das Ministerium Lutz befürwortete; Daller und Orterer verdrängten hier den Adel aus der Parteiführung. Nach 1890 (Ende des Kulturkampfes in Bayern) ist Orterer eher auf dem rechten Parteiflügel zu verorten, der sich gegen die Demokratisierungstendenzen der neuen Arbeiter- und Bauernvertreter (Carl Schirmer, Georg Heim) innerhalb der Landtagsfraktion stellte. Als Kammerpräsident allerdings sah er seine Aufgabe eher im Ausgleich zwischen den Lagern, was sich v. a. in den heftigen, persönlich grundierten Auseinandersetzungen zwischen Heim und Franz Seraph Pichler zeigte.
In seiner Reichstagstätigkeit konkretisierten sich seine Grundüberzeugungen in einem betonten Föderalismus und der Verteidigung der bayerischen Sonderrechte. Sein Engagement galt vornehmlich der Steuer- und Zollpolitik. Dabei lehnte er generell höhere Belastungen der Bürger bzw. der Einzelstaaten ab. Dies zeigte sich besonders in seinem Einsatz gegen den Staatszuschuss im Alters- und Invaliditätsgesetz von 1889; in dieser Frage, die die Zentrumsfraktion im Reichstag spaltete, stellte sich Orterer gegen Franckenstein und stimmte mit Windthorst und der Fraktionsmehrheit gegen das Gesetz. Auch in der spektakulären Auseinandersetzung um das Septennat im Jahr 1887 spielten für Orterer, neben den verfassungs- und allgemeinpolitischen Überlegungen Windthorsts, Motive der Sparsamkeit eine zentrale Rolle. Dieser Blick auf die speziellen bayerischen Finanz- und Wirtschaftsinteressen trat noch am Ende seiner Reichstagstätigkeit im Einsatz gegen die Handelsvertragspolitik Caprivis hervor.
Der politische Schwerpunkt Orterers lag immer in der bayerischen Politik, seit 1893 konzentrierte er sich ausschließlich auf seine Tätigkeit in der Kammer der Abgeordneten. Dabei ist sein Engagement in der Bildungspolitik, Beruf und politisches Wirken verbindend, für den gesamten Zeitraum seiner Landtagszugehörigkeit zu betonen. Streng konservativ in seinen Anschauungen verteidigte er das humanistische Gymnasium, begegnete der „reinen Wissenschaft“ der Universitäten, aber auch dem Zugang von Frauen zum Studium mit Skepsis. Seine Berufung in den Obersten Schulrat eröffnete ihm eine weitere Möglichkeit, auf das bayerische Mittelschulwesen Einfluss zu nehmen.
Orterers politischer Aufstieg in der Patrioten- bzw. Zentrumspartei fand in jener dramatischen Phase der bayerischen Geschichte statt, die im Zeichen von Königsdrama (1886) und letzter Zuspitzung des bayerischen Kulturkampfes (1886–1890) stand. Er befand sich in grundsätzlicher Opposition zur liberalen, staatskirchlichen und reichsfreundlichen Politik der Regierung Lutz. In der Königskrise um Ludwig II., den auch er für regierungsunfähig hielt, warf er dem Ministerium vor, den König über Jahre ausgenutzt und in dem Moment verraten zu haben, in dem die eigene Position im Zuge der Verschuldungskrise ins Wanken geriet. In den kirchenpolitischen Auseinandersetzungen nach dem Ende der Königskrise trat Orterer in der Zusammenarbeit mit Karl zu Löwenstein hervor, für den er eine Denkschrift über die kirchliche Lage in Bayern verfasste, die Papst Leo XIII. zugeleitet wurde. Im Jahr 1889 gehörte er zu den Initiatoren des Bayerischen Katholikentages, der die regierungskritischen katholischen Volksmassen mobilisierte. Bei den anschließenden Landtagsdebatten (1889/90) verfocht Orterer eine radikale Oppositionsstrategie (bis hin zur Budgetverweigerung), um die Regierung Lutz in prinzipiellen Fragen zum Nachgeben zu zwingen (v. a. beim Plazet). Dass der bayerische Kulturkampf im Februar/März 1890 in Verhandlungen zwischen Regierung und Nuntiatur unter Umgehung der Prinzipienfragen und an der Zentrumspartei vorbei beigelegt wurde, verärgerte Orterer. Das Ergebnis aber akzeptierte er um der Einheit des Katholizismus willen.
Nach dem Ende des Kulturkampfes in Preußen (1887) und in Bayern (1890) traten wirtschaftlich-soziale Probleme in den Vordergrund. Dies löste Spannungen innerhalb der klassenübergreifenden Zentrumspartei aus. Orterer wurde v. a. mit zwei Problemen konfrontiert: Zum einen gab es im Bayerischen Zentrum Bestrebungen, sich vom Reichszentrum zu trennen und eine „Bayerische Volkspartei“ zu gründen, weil die bayerischen Interessen in der Reichstagsfraktion zu wenig beachtet würden (Handelsverträge, Zoll- und Steuerpolitik, Militär- und Flottenpolitik). Orterer bezog hier klar Stellung und kämpfte innerhalb und außerhalb Bayerns für die Einheit der Zentrumspartei. Zum anderen veränderte sich die politische Kultur in Bayern selbst. In die Landtagsfraktion des Zentrums zogen in den 1890er Jahren Arbeiter- und Bauernvertreter ein; zudem errangen Bauernbund und Sozialdemokratie 1893 erstmals Mandate in der bayerischen Abgeordnetenkammer. Beide Parteien setzten die in sich zerrissene Zentrumsfraktion unter Druck, was sich insbesondere in den langjährigen Auseinandersetzungen um eine Wahlrechtsreform zeigte (1893–1906). Orterer lehnte eine am direkten und allgemeinen Reichstagswahlrecht orientierte Reform strikt ab, weil er Nachteile für die Zentrumspartei befürchtete. Als er aber erkannte, dass die Reform in der Wählerschaft populär war und die Zahl der Befürworter auch in der eigenen Fraktion zunahm, orientierte er sich um, setzte sich an die Spitze der Bewegung, akzeptierte sogar die Wahlbündnisse mit den Sozialdemokraten 1899 und 1905 und half so mit, in Bayern das neue Wahlgesetz im Jahr 1906 durchzusetzen (relative Mehrheitswahl in gesetzlich festgelegten Wahlkreisen).
Am Vorabend des Ersten Weltkrieges änderte sich die politische Szenerie in Bayern grundlegend. 1912 wurde mit Georg von Hertling erstmals ein Zentrumspolitiker zum bayerischen Ministerpräsidenten ernannt. Hertling, der Orterer sehr schätzte, wollte in diesem Regierungswechsel zwar keinen Systemwechsel hin zum Parlamentarismus sehen (, den auch Orterer ablehnte); dennoch wurden die Beziehungen der Regierung zur Mehrheitsfraktion enger, speziell die Beziehungen Hertlings zu Kammerpräsident Orterer. Dies zeigte sich, als die Regierung Ende 1912 sondieren ließ, ob nach Luitpolds Tod die Regentschaft beendet und Prinz Ludwig zum König erhoben werden könnte. Orterer unterstützte dies und signalisierte Zustimmung durch die Zentrumsfraktion, musste dann aber erkennen, dass er die legitimistisch argumentierende Mehrheit gegen sich hatte. So scheiterte das Vorhaben zunächst und konnte erst Ende 1913 mittels Verfassungsänderung umgesetzt werden. Nun folgte die Fraktion Orterer und seinen Mitstreitern. Er selbst betrachtete die Beendigung der Regentschaft als eine seiner wichtigsten politischen Leistungen.

## Bewertung
Orterer, der heute weithin vergessen ist, war zu Lebzeiten eine bedeutende und umstrittene Persönlichkeit. Als profilierter Zentrumsparlamentarier genoss er in den eigenen Reihen höchste Anerkennung, was sich in der zentrumsnahen Presse (z. B. Augsburger Postzeitung, Bayerischer Kurier, Ingolstädter Zeitung) widerspiegelte. Bekannt sind auch die rühmenden Bemerkungen Karl Bachems, der Orterer den „geistigen Führer der Fraktion“ nannte, und Georg von Hertlings, für den er „nicht nur der einzige politische Kopf aus der ganzen Gesellschaft, sondern auch der beste Redner und Debatteur“ war. Von der gegnerischen Presse wurde Orterer massiv und oftmals sehr persönlich angegriffen (v. a. Münchner Neueste Nachrichten). Der im eigenen Lager gerühmte Redner wurde mit den Spottnamen „Dr. Worterer“ oder auch „Seine Eloquenz“ bedacht. Als katholisch-konservatives Feindbild und Symbol für den zunehmenden Einfluss der Zentrumspartei in Bayern tritt Orterer insbesondere in den Texten und Karikaturen der Zeitschriften Jugend und Simplicissimus hervor. In letzterer erschienen auch jene Texte, die Orterer bis heute eine gewisse Bekanntheit sichern: die Filser-Briefe Ludwig Thomas. Hier erscheint „inser gelibder und hochwierninger Bresadent Orderer“ als arroganter, bigotter und schulmeisterlicher Mensch. Diese Diffamierungen Orterers, in denen reale Charaktereigenschaften überzeichnet werden, ändern jedoch nichts an der hohen Anerkennung, die er für seine unparteiische Amtsführung als Kammerpräsident parteiübergreifend erhielt. Dass er 1889 in einer Randbemerkung Wilhelms II. als „Schaafskopf“ mit „dümmlichen Ansichten“, der „Blödsinn“ rede, bezeichnet wird, sollte man heute eher als Auszeichnung verstehen.

## Auszeichnungen und Ehrungen
- 1899: Verleihung des Ritterkreuzes des Gregoriusordens durch Papst Leo XIII.
- 1901: Verleihung des Ritterkreuzes des Verdienstordens der Bayerischen Krone und der damit verbundenen Erhebung in den persönlichen Adelsstand durch Prinzregent Luitpold
- 1908: Komturkreuz des Verdienstordens der Bayerischen Krone
- 1911: Verdienstorden vom Heiligen Michael
- 1914: Verleihung des Titels „Königlicher Geheimrat“, Prädikat „Excellenz“
- Ehrenbürger der Gemeinden Altötting, Eichstätt, Mühldorf und Wörth
- 1959 wurde am alten Schulhaus in Wörth eine Gedenktafel angebracht. Die 1961/62 errichtete Grund- und Hauptschule trägt seinen Namen.